# The Rugby Championship

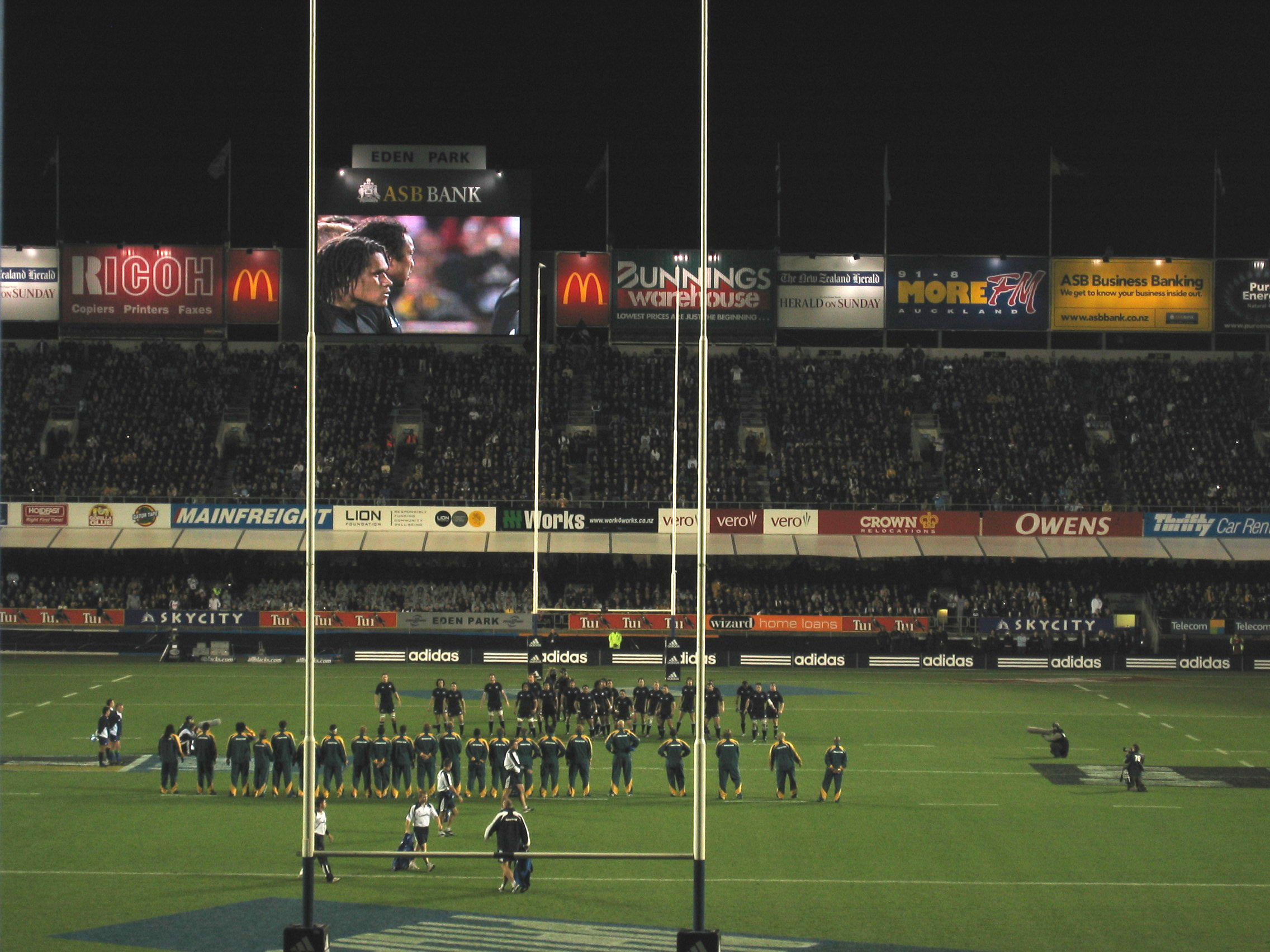
Wedstrijd tussen Nieuw-Zeeland en Australië tijdens de Tri Nations Series van 2005

The Rugby Championship is het belangrijkste, jaarlijkse rugbytoernooi op het zuidelijk halfrond en is de tegenhanger van het Zeslandentoernooi. Vier landen doen aan het toernooi mee. Tot 2012 heette het toernooi de Tri Nations Series, of afgekort Tri Nations en vormden Australië, Nieuw-Zeeland en Zuid-Afrika het deelnemersveld. In 2012 volgde de uitbreiding met een vierde land, Argentinië, en kreeg het toernooi een nieuwe naam.
Tonga, Samoa en Fiji hebben in het verleden gezamenlijk geprobeerd als de Pacific Islanders mee te doen aan het toernooi. Dat is echter door de organisatie afgewezen.

## Toernooi-opzet
Het toernooi wordt gespeeld van augustus tot oktober waarbij de landen elk twee keer tegen elkaar spelen, een keer thuis en een keer uit. 
De landen krijgen vier punten voor een gewonnen wedstrijd, twee voor een gelijkspel en nul voor verlies. Verder kunnen de landen een bonuspunt scoren door vier try's of meer te scoren of door met een verschil van zeven punten of minder te verliezen.
Hiermee is de puntentelling afwijkend van die van het Europese Zeslandentoernooi waarbij de landen bovendien maar één keer tegen elkaar spelen.
Toen het toernooi nog uit drie teams bestond, werd gespeeld tussen juli en september. Tot en met 2004 speelden de landen elk twee keer tegen elkaar, uit en thuis. Sindsdien was dit drie keer, behalve in jaren waarin een wereldkampioenschap wordt gehouden (2007, 2011).

## Prijzen
Winnaar van het toernooi (het team met de meeste punten);
Naast het winnen van het toernooi, wat het belangrijkste doel is, zijn er verschillende onderliggende titels en prijzen te verdienen:
Grand slam: wanneer de winnaar alle gespeelde wedstrijden gewonnen heeft;
Bledisloe Cup: de winnaar van de wedstrijd tussen Australië en Nieuw-Zeeland. (sinds 1932);
Mandela Challenge Plate: de winnaar van de wedstrijd tussen Zuid-Afrika en Australië. (sinds 2000);
Freedom Cup: de winnaar van de wedstrijd tussen Nieuw-Zeeland en Zuid-Afrika. (sinds 2004);
Puma Trophy: de winnaar van de wedstrijd tussen Australië en Argentinië. (sinds 2012);
Wooden spoon (Houten lepel): het land dat alle wedstrijden verliest.

## Winnaars

### Tri Nations Series 1996-2011
| jaar | winnaar(s)    | bijzonderheid |
| ---- | ------------- | ------------- |
| 1996 | Nieuw-Zeeland | grand slam    |
| 1997 | Nieuw-Zeeland | grand slam    |
| 1998 | Zuid-Afrika   | grand slam    |
| 1999 | Nieuw-Zeeland |               |
| 2000 | Australië     |               |
| 2001 | Australië     |               |
| 2002 | Nieuw-Zeeland |               |
| 2003 | Nieuw-Zeeland | grand slam    |
| 2004 | Zuid-Afrika   |               |
| 2005 | Nieuw-Zeeland |               |
| 2006 | Nieuw-Zeeland |               |
| 2007 | Nieuw-Zeeland |               |
| 2008 | Nieuw-Zeeland |               |
| 2009 | Zuid-Afrika   |               |
| 2010 | Nieuw-Zeeland | grand slam    |
| 2011 | Australië     |               |

### The Rugby Championship 2012-heden
| jaar | winnaar(s)    | bijzonderheid                                                                         |
| ---- | ------------- | ------------------------------------------------------------------------------------- |
| 2012 | Nieuw-Zeeland | grand slam                                                                            |
| 2013 | Nieuw-Zeeland | grand slam                                                                            |
| 2014 | Nieuw-Zeeland |                                                                                       |
| 2015 | Australië     | grand slam (speelde maar drie wedstrijden vanwege het Wereldkampioenschap rugby 2015) |
| 2016 | Nieuw-Zeeland | grand slam                                                                            |
| 2017 | Nieuw-Zeeland | grand slam                                                                            |
| 2018 | Nieuw-Zeeland |                                                                                       |
| 2019 | Zuid-Afrika   |                                                                                       |
| 2020 | Nieuw-Zeeland | (alle wedstrijden gespeeld in Australië zonder Zuid-Afrika vanwege COVID-19)          |
| 2021 | Nieuw-Zeeland |                                                                                       |
| 2022 | Nieuw-Zeeland |                                                                                       |
| 2023 | Nieuw-Zeeland |                                                                                       |
| 2024 | Zuid-Afrika   |                                                                                       |

## Aantal overwinningen
| land          | overwinningen |
| ------------- | ------------- |
| Nieuw-Zeeland | 20            |
| Zuid-Afrika   | 5             |
| Australië     | 4             |
| Argentinië    | 0             |

## Uitslagen

### 1996
| Land          | wedstrijden | wedstrijden | wedstrijden     | wedstrijden | punten          | punten                | punten   | Bonus punten | Totaal punten |
| Land          | gespeeld    | gewonnen    | gelijk gespeeld | verloren    | gemaakte punten | tegen gekregen punten | verschil | Bonus punten | Totaal punten |
| ------------- | ----------- | ----------- | --------------- | ----------- | --------------- | --------------------- | -------- | ------------ | ------------- |
| Nieuw-Zeeland | 4           | 4           | 0               | 0           | 119             | 60                    | +59      | 1            | 17            |
| Zuid-Afrika   | 4           | 1           | 0               | 3           | 70              | 84                    | -14      | 2            | 6             |
| Australië     | 4           | 1           | 0               | 3           | 71              | 116                   | -45      | 2            | 6             |

- 6 juli: Nieuw-Zeeland 43-6 Australië, Wellington, Nieuw-Zeeland.
- 13 juli: Australië 21-16 Zuid-Afrika, Sydney, Australië.
- 20 juli: Nieuw-Zeeland 15-11 Zuid-Afrika, Christchurch, Nieuw-Zeeland.
- 27 juli: Australië 25-32 Nieuw-Zeeland, Brisbane, Australië.
- 3 augustus: Zuid-Afrika 25-19 Australië, Bloemfontein, Zuid-Afrika.
- 10 augustus: Zuid-Afrika 18-29 Australië, Kaapstad, Zuid-Afrika.

### 1997
| Land          | wedstrijden gespeeld | wedstrijden gespeeld | wedstrijden gespeeld | wedstrijden gespeeld | punten          | punten                | punten   | Bonus punten | Totaal punten |
| Land          | gespeeld             | gewonnen             | gelijk gespeeld      | verloren             | gemaakte punten | tegen gekregen punten | verschil | Bonus punten | Totaal punten |
| ------------- | -------------------- | -------------------- | -------------------- | -------------------- | --------------- | --------------------- | -------- | ------------ | ------------- |
| Nieuw-Zeeland | 4                    | 4                    | 0                    | 0                    | 159             | 109                   | +50      | 2            | 18            |
| Zuid-Afrika   | 4                    | 1                    | 0                    | 3                    | 148             | 144                   | +4       | 3            | 7             |
| Australië     | 4                    | 1                    | 0                    | 3                    | 96              | 150                   | -54      | 2            | 6             |

- 19 juli: Zuid-Afrika 32-35 Nieuw-Zeeland, Johannesburg, Zuid-Afrika.
- 26 juli: Australië 18-33 Nieuw-Zeeland, Melbourne, Australië.
- 2 augustus: Australië 32-20 Zuid-Afrika, Brisbane, Australië.
- 9 augustus: Nieuw-Zeeland 55-35 Zuid-Afrika, Auckland, Nieuw-Zeeland.
- 16 augustus: Nieuw-Zeeland 36-24 Australië, Dunedin, Nieuw-Zeeland.
- 23 augustus: Zuid-Afrika 61-22 Australië, Pretoria, Zuid-Afrika.

### 1998
| Land          | Wedstrijden | Wedstrijden | Wedstrijden     | Wedstrijden | punten          | punten                | punten   | Bonus punten | totaal punten |
| Land          | gespeeld    | gewonnen    | gelijk gespeeld | verloren    | gemaakte punten | tegen gekregen punten | verschil | Bonus punten | totaal punten |
| ------------- | ----------- | ----------- | --------------- | ----------- | --------------- | --------------------- | -------- | ------------ | ------------- |
| Zuid-Afrika   | 4           | 4           | 0               | 0           | 80              | 54                    | +26      | 1            | 17            |
| Australië     | 4           | 2           | 0               | 2           | 79              | 82                    | -3       | 2            | 10            |
| Nieuw-Zeeland | 4           | 0           | 0               | 4           | 65              | 88                    | -23      | 2            | 2             |

- 11 juli: Australië 24-16 Nieuw-Zeeland, Melbourne, Australië.
- 18 juli: Australië 13-14 Zuid-Afrika, Perth, Australië.
- 25 juli: Nieuw-Zeeland 3-13 Zuid-Afrika, Wellington, Nieuw-Zeeland.
- 1 augustus: Nieuw-Zeeland 23-27 Australië, Christchurch, Nieuw-Zeeland.
- 15 augustus: Zuid-Afrika 24-23 Nieuw-Zeeland, Durban, Zuid-Afrika.
- 22 augustus: Zuid-Afrika 29-15 Australië, Johannesburg, Zuid-Afrika.

### 1999
| Land          | Wedstrijden gespeeld | Wedstrijden gespeeld | Wedstrijden gespeeld | Wedstrijden gespeeld | Punten          | Punten                | Punten   | Bonus punten | Totaal punten |
| Land          | gespeeld             | gewonnen             | gelijk               | verloren             | gemaakte punten | tegen gekregen punten | verschil | Bonus punten | Totaal punten |
| ------------- | -------------------- | -------------------- | -------------------- | -------------------- | --------------- | --------------------- | -------- | ------------ | ------------- |
| Nieuw-Zeeland | 4                    | 3                    | 0                    | 1                    | 103             | 61                    | +42      | 0            | 12            |
| Australië     | 4                    | 2                    | 0                    | 2                    | 84              | 57                    | +27      | 2            | 10            |
| Zuid-Afrika   | 4                    | 1                    | 0                    | 3                    | 34              | 103                   | -69      | 0            | 4             |

- 10 juli: Nieuw-Zeeland 28-0 Zuid-Afrika, Dunedin, Nieuw-Zeeland.
- 17 juli: Australië 32-6 Zuid-Afrika, Brisbane, Australië.
- 24 juli: Nieuw-Zeeland 34-15 Australië, Auckland, Nieuw-Zeeland.
- 7 augustus: Zuid-Afrika 18-34 Nieuw-Zeeland, Pretoria, Zuid-Afrika.
- 14 augustus: Zuid-Afrika 10-9 Australië, Kaapstad, Zuid-Afrika.
- 28 augustus: Australië 28-7 Nieuw-Zeeland, Sydney, Australië.

### 2000
| Land          | wedstrijden | wedstrijden | wedstrijden | wedstrijden | Punten          | Punten                | Punten   | Bonus punten | Totaal punten |
| Land          | gespeeld    | gewonnen    | gelijk      | verloren    | gemaakte punten | tegen gekregen punten | verschil | Bonus punten | Totaal punten |
| ------------- | ----------- | ----------- | ----------- | ----------- | --------------- | --------------------- | -------- | ------------ | ------------- |
| Australië     | 4           | 3           | 0           | 1           | 104             | 86                    | +18      | 2            | 14            |
| Nieuw-Zeeland | 4           | 2           | 0           | 2           | 127             | 117                   | +10      | 4            | 12            |
| Zuid-Afrika   | 4           | 1           | 0           | 3           | 82              | 110                   | -28      | 2            | 6             |

- 15 juli: Australië 35-39 Nieuw-Zeeland, Sydney, Australië.

deze wedstrijd leverde een recordaantal toeschouwers (109,874) tijdens een rugbywedstrijd op
- 22 juli: Nieuw-Zeeland 25-12 Zuid-Afrika, Christchurch, Nieuw-Zeeland.
- 29 juli: Australië 26-6 Zuid-Afrika, Sydney, Australië.
- 5 augustus: Nieuw-Zeeland 23-24 Australië, Wellington, Nieuw-Zeeland.
- 19 augustus: Zuid-Afrika 46-40 Nieuw-Zeeland, Johannesburg, Zuid-Afrika.
- 26 augustus: Zuid-Afrika 18-19 Australië, Durban, Zuid-Afrika

### 2001
| Land          | wedstrijden gespeeld | wedstrijden gespeeld | wedstrijden gespeeld | wedstrijden gespeeld | Punten          | Punten                | Punten   | Bonus punten | Totaal punten |
| Land          | gespeeld             | gewonnen             | gelijk gespeeld      | verloren             | gemaakte punten | tegen gekregen punten | verschil | Bonus punten | Totaal punten |
| ------------- | -------------------- | -------------------- | -------------------- | -------------------- | --------------- | --------------------- | -------- | ------------ | ------------- |
| Australië     | 4                    | 2                    | 1                    | 1                    | 81              | 75                    | +6       | 1            | 11            |
| Nieuw-Zeeland | 4                    | 2                    | 0                    | 2                    | 79              | 70                    | +9       | 1            | 9             |
| Zuid-Afrika   | 4                    | 1                    | 1                    | 2                    | 52              | 67                    | -15      | 0            | 6             |

- 21 juli: Zuid-Afrika 3-12 Nieuw-Zeeland, Kaapstad, Zuid-Afrika.
- 28 juli: Zuid-Afrika 20-15 Australië, Pretoria, Zuid-Afrika.
- 11 augustus: Nieuw-Zeeland 15-23 Australië, Dunedin, Nieuw-Zeeland.
- 18 augustus: Australië 14-14 Zuid-Afrika, Perth, Australië.
- 25 augustus: Nieuw-Zeeland 26-15 Zuid-Afrika, Auckland, Nieuw-Zeeland.
- 1 september: Australië 29-26 Nieuw-Zeeland, Sydney, Australië.

### 2002
| Land          | wedstrijden | wedstrijden | wedstrijden | wedstrijden | Punten          | Punten                | Punten   | Bonus punten | Totaal punten |
| Land          | gespeeld    | gewonnen    | gelijk      | verloren    | gemaakte punten | tegen gekregen punten | verschil | Bonus punten | Totaal punten |
| ------------- | ----------- | ----------- | ----------- | ----------- | --------------- | --------------------- | -------- | ------------ | ------------- |
| Nieuw-Zeeland | 4           | 3           | 0           | 1           | 97              | 65                    | +32      | 3            | 15            |
| Australië     | 4           | 2           | 0           | 2           | 91              | 86                    | +5       | 3            | 11            |
| Zuid-Afrika   | 4           | 1           | 0           | 3           | 103             | 140                   | -37      | 3            | 7             |

- 13 juli: Nieuw-Zeeland 12-6 Australië, Christchurch, Nieuw-Zeeland.
- 20 juli: Nieuw-Zeeland 41-20 Zuid-Afrika, Wellington, Nieuw-Zeeland.
- 27 juli: Australië 38-27 Zuid-Afrika, Brisbane, Australië.
- 3 augustus: Australië 16-14 Nieuw-Zeeland, Sydney, Australië.
- 10 augustus: Zuid-Afrika 23-30 Nieuw-Zeeland Durban, Zuid-Afrika.
- 17 augustus: Zuid-Afrika 33-31 Australië, Johannesburg, Zuid-Afrika.

### 2003
| Land          | Wedstrijd | Wedstrijd | Wedstrijd | Wedstrijd | Punten          | Punten                | Punten   | Bonus punten | Totaal punten |
| Land          | gespeeld  | gewonnen  | gelijk    | verloren  | gemaakte punten | tegen gekregen punten | verschil | Bonus punten | Totaal punten |
| ------------- | --------- | --------- | --------- | --------- | --------------- | --------------------- | -------- | ------------ | ------------- |
| Nieuw-Zeeland | 4         | 4         | 0         | 0         | 142             | 65                    | +77      | 2            | 18            |
| Australië     | 4         | 1         | 0         | 3         | 89              | 106                   | -17      | 2            | 6             |
| Zuid-Afrika   | 4         | 1         | 0         | 3         | 62              | 122                   | -60      | 0            | 4             |

- 12 juli: Zuid-Afrika 26-22 Australië, Kaapstad, Zuid-Afrika.
- 19 juli: Zuid-Afrika 16-52 Nieuw-Zeeland Pretoria, Zuid-Afrika.
- 26 juli: Australië 21-50 Nieuw-Zeeland, Sydney, Australië.
- 2 augustus: Australië 29-9 Zuid-Afrika, Brisbane, Australië.
- 9 augustus: Nieuw-Zeeland 19-11 Zuid-Afrika, Dunedin, Nieuw-Zeeland.
- 16 augustus: Nieuw-Zeeland 21-17 Australië, Auckland, Nieuw-Zeeland.

### 2004
| Land          | Wedstrijden | Wedstrijden | Wedstrijden | Wedstrijden | Punten          | Punten                | Punten   | Bonus punten | Totaal punten |
| Land          | gespeeld    | gewonnen    | gelijk      | verloren    | gemaakte punten | tegen gekregen punten | verschil | Bonus punten | Totaal punten |
| ------------- | ----------- | ----------- | ----------- | ----------- | --------------- | --------------------- | -------- | ------------ | ------------- |
| Zuid-Afrika   | 4           | 2           | 0           | 2           | 110             | 98                    | +12      | 3            | 11            |
| Australië     | 4           | 2           | 0           | 2           | 79              | 83                    | -4       | 2            | 10            |
| Nieuw-Zeeland | 4           | 2           | 0           | 2           | 83              | 91                    | -8       | 1            | 9             |

- 17 juli: Nieuw-Zeeland 16-7 Australië, Wellington, Nieuw-Zeeland.
- 24 juli: Nieuw-Zeeland 23-21 Zuid-Afrika, Christchurch, Nieuw-Zeeland.
- 31 juli: Australië 30-26 Zuid-Afrika, Perth, Australië.
- 7 augustus: Australië 23-18 Nieuw-Zeeland, Sydney, Australië.
- 14 augustus: Zuid-Afrika 40-26 Nieuw-Zeeland, Johannesburg, Zuid-Afrika.
- 21 augustus: Zuid-Afrika 23-19 Australië, Durban, Zuid-Afrika.

### 2005
| Land          | wedstrijden | wedstrijden | wedstrijden | wedstrijden | Punten          | Punten                | Punten   | Bonus punten | Totaal punten |
| Land          | gespeeld    | gewonnen    | gelijk      | verloren    | gemaakte punten | tegen gekregen punten | verschil | Bonus punten | Totaal punten |
| ------------- | ----------- | ----------- | ----------- | ----------- | --------------- | --------------------- | -------- | ------------ | ------------- |
| Nieuw-Zeeland | 4           | 3           | 0           | 1           | 111             | 86                    | +25      | 3            | 15            |
| Zuid-Afrika   | 4           | 3           | 0           | 1           | 93              | 82                    | +11      | 1            | 13            |
| Australië     | 4           | 0           | 0           | 4           | 72              | 108                   | -36      | 3            | 3             |

- 29 juli (19:35): Zuid-Afrika 22-16 Nieuw-Zeeland, Loftus Versfeld, Pretoria, Zuid-Afrika.
- 6 augustus (19:35): Zuid-Afrika 22-16 Nieuw-Zeeland, Newlands Stadion, Kaapstad, Zuid-Afrika.
- 13 augustus (19:35): Australië 13-30 Nieuw-Zeeland, Telstra stadium, Sydney, Australië.
- 20 augustus (18:00): Australië 19-22 Zuid-Afrika, Subiaco Oval, Perth, Australië.
- 27 augustus (19:35): Nieuw-Zeeland 31-27 Zuid-Afrika, Carisbrook, Dunedin, Nieuw-Zeeland.
- 3 september (19:35): Nieuw-Zeeland 34-24 Australië, Eden Park, Auckland, Nieuw-Zeeland.

### 2006
| Land          | Wedstrijden | Wedstrijden | Wedstrijden | Wedstrijden | Punten          | Punten                | Punten   | Bonus punten | Totaal punten |
| Land          | gespeeld    | gewonnen    | gelijk      | verloren    | gemaakte punten | tegen gekregen punten | verschil | Bonus punten | Totaal punten |
| ------------- | ----------- | ----------- | ----------- | ----------- | --------------- | --------------------- | -------- | ------------ | ------------- |
| Nieuw-Zeeland | 6           | 5           | 0           | 1           | 179             | 112                   | +67      | 3            | 23            |
| Australië     | 6           | 2           | 0           | 4           | 133             | 121                   | +12      | 3            | 11            |
| Zuid-Afrika   | 6           | 2           | 0           | 4           | 106             | 185                   | -79      | 1            | 9             |

- 8 juli (19:35): Nieuw-Zeeland 32-12 Australië, Jade Stadium, Christchurch, Nieuw-Zeeland.
- 15 juli (20:00): Australië 49-0 Zuid-Afrika, Suncorp stadium, Brisbane, Australië.
- 22 juli (19:35): Nieuw-Zeeland 35-17 Zuid-Afrika, Westpac stadium, Wellington, Nieuw-Zeeland.
- 29 juli (20:00): Australië 9-13 Nieuw-Zeeland, Suncorp stadium, Brisbane, Australië.
- 5 augustus (20:00): Australië 20-18 Zuid-Afrika, Telstra stadium, Sydney, Australië.
- 19 augustus (17:30): Nieuw-Zeeland 34-27 Australië, Eden Park, Auckland, Nieuw-Zeeland.
- 26 augustus (15:00): Zuid-Afrika 26-45 Nieuw-Zeeland, Loftus Versfeld, Pretoria, Zuid-Afrika.
- 2 september (15:00): Zuid-Afrika 21-20 Nieuw-Zeeland, Royal Bafokeng Stadion, Rustenburg, Zuid-Afrika.
- 9 september (15:00): Zuid-Afrika 24-16 Australië, Ellispark, Johannesburg, Zuid-Afrika.

### 2007
| Land          | Wedstrijden | Wedstrijden | Wedstrijden | Wedstrijden | Punten          | Punten                | Punten   | Bonus punten | Totaal punten |
| Land          | gespeeld    | gewonnen    | gelijk      | verloren    | gemaakte punten | tegen gekregen punten | verschil | Bonus punten | Totaal punten |
| ------------- | ----------- | ----------- | ----------- | ----------- | --------------- | --------------------- | -------- | ------------ | ------------- |
| Nieuw-Zeeland | 4           | 3           | 0           | 1           | 100             | 59                    | +41      | 1            | 13            |
| Australië     | 4           | 2           | 0           | 2           | 76              | 80                    | -4       | 1            | 9             |
| Zuid-Afrika   | 4           | 1           | 0           | 3           | 66              | 103                   | -37      | 1            | 5             |

- 16 juni (15:00): Zuid-Afrika 22-19 Australië, Newlands Stadion, Kaapstad, Zuid-Afrika.
- 23 juni (15:00): Zuid-Afrika 21-26 Nieuw-Zeeland, Durban Stadion, Durban, Zuid-Afrika.
- 30 juni (20:00): Australië 20-15 Nieuw-Zeeland, Melbourne Cricket Ground, Melbourne, Australië.
- 7 juli (20:00): Australië 25-17 Zuid-Afrika, Telstra Stadium, Sydney, Australië.
- 14 juli (19:35): Nieuw-Zeeland 33-6 Zuid-Afrika, Jade Stadium, Christchurch, Nieuw-Zeeland.
- 21 juli (19:35): Nieuw-Zeeland 26-12 Australië, Eden Park, Auckland, Nieuw-Zeeland.

### 2008
| Land          | Wedstrijden | Wedstrijden | Wedstrijden | Wedstrijden | Punten          | Punten                | Punten   | Bonus punten | Totaal punten |
| Land          | gespeeld    | gewonnen    | gelijk      | verloren    | gemaakte punten | tegen gekregen punten | verschil | Bonus punten | Totaal punten |
| ------------- | ----------- | ----------- | ----------- | ----------- | --------------- | --------------------- | -------- | ------------ | ------------- |
| Nieuw-Zeeland | 6           | 4           | 0           | 2           | 152             | 106                   | +46      | 3            | 19            |
| Australië     | 6           | 3           | 0           | 3           | 119             | 163                   | -44      | 2            | 12            |
| Zuid-Afrika   | 6           | 2           | 0           | 4           | 115             | 117                   | -2       | 2            | 10            |

- 5 juli: Nieuw-Zeeland 19-8 Zuid-Afrika, Westpac Stadium, Wellington, Nieuw-Zeeland.
- 12 juli: Nieuw-Zeeland 28-30 Zuid-Afrika, Carisbrook, Dunedin, Nieuw-Zeeland.
- 19 juli: Australië 16-9 Zuid-Afrika, Subiaco Oval, Perth, Australië.
- 26 juli: Australië 34-19 Nieuw-Zeeland, Stadium Australia, Sydney, Australië.
- 2 augustus: Nieuw-Zeeland 39-10 Australië, Eden Park, Auckland, Nieuw-Zeeland.
- 16 augustus: Zuid-Afrika 0-19 Nieuw-Zeeland, Newlands Stadion, Kaapstad, Zuid-Afrika.
- 23 augustus: Zuid-Afrika 15-27 Australië, Durban Stadion, Durban, Zuid-Afrika.
- 30 augustus: Zuid-Afrika 53-8 Australië, Ellispark, Johannesburg, Zuid-Afrika.
- 13 september: Australië 24-28 Nieuw-Zeeland, Suncorp Stadium, Brisbane, Australië.

### 2009
| Land          | Wedstrijden | Wedstrijden | Wedstrijden | Wedstrijden | Punten          | Punten                | Punten   | Bonus punten | Totaal punten |
| Land          | gespeeld    | gewonnen    | gelijk      | verloren    | gemaakte punten | tegen gekregen punten | verschil | Bonus punten | Totaal punten |
| ------------- | ----------- | ----------- | ----------- | ----------- | --------------- | --------------------- | -------- | ------------ | ------------- |
| Zuid-Afrika   | 6           | 5           | 0           | 1           | 158             | 130                   | +28      | 1            | 21            |
| Nieuw-Zeeland | 6           | 3           | 0           | 3           | 141             | 131                   | +10      | 1            | 13            |
| Australië     | 6           | 1           | 0           | 5           | 103             | 141                   | -38      | 3            | 7             |

- 18 juli (19:35): Nieuw-Zeeland 22-16 Australië, Eden Park, Auckland, Nieuw-Zeeland.
- 25 juli (15:00): Zuid-Afrika 28-19 Nieuw-Zeeland, Vrystaat Stadion, Bloemfontein, Zuid-Afrika.
- 1 augustus(15:00): Zuid-Afrika 31-19 Nieuw-Zeeland, Durban Stadion, Durban, Zuid-Afrika.
- 8 augustus (15:00): Zuid-Afrika 29-17 Australië, Newlands Stadion, Kaapstad, Zuid-Afrika.
- 22 augustus (20:05): Australië 18-19 Nieuw-Zeeland, Telstra Stadium, Sydney, Australië.
- 29 augustus (18:05): Australië 25-32 Zuid-Afrika, Subiaco Oval, Perth, Australië.
- 5 september (20:05): Australië 21-6 Zuid-Afrika, Suncorp Stadium, Brisbane, Australië.
- 12 september (19:35): Nieuw-Zeeland 29-32 Zuid-Afrika, Waikato Stadium, Hamilton, Nieuw-Zeeland.
- 19 september (19:35): Nieuw-Zeeland 33-6 Australië, Westpac Stadium, Wellington, Nieuw-Zeeland.

### 2010
| Land          | Wedstrijden | Wedstrijden | Wedstrijden | Wedstrijden | Punten          | Punten                | Punten   | Bonus punten | Totaal punten |
| Land          | gespeeld    | gewonnen    | gelijk      | verloren    | gemaakte punten | tegen gekregen punten | verschil | Bonus punten | Totaal punten |
| ------------- | ----------- | ----------- | ----------- | ----------- | --------------- | --------------------- | -------- | ------------ | ------------- |
| Nieuw-Zeeland | 6           | 6           | 0           | 0           | 184             | 111                   | +73      | 3            | 27            |
| Australië     | 6           | 2           | 0           | 4           | 162             | 188                   | -26      | 3            | 11            |
| Zuid-Afrika   | 6           | 1           | 0           | 5           | 147             | 194                   | -47      | 3            | 7             |

- 10 juli (19:35) : Nieuw-Zeeland 32-12 Zuid-Afrika, Eden Park, Auckland, Nieuw-Zeeland.
- 17 juli (19:35) : Nieuw-Zeeland 31-17 Zuid-Afrika, Westpac Stadium, Wellington, Nieuw-Zeeland.
- 24 juli (20:00) : Australië 30-13 Zuid-Afrika , Suncorp Stadium, Brisbane, Australië.
- 31 juli (20:00) : Australië 28-49 Nieuw-Zeeland , Etihad Stadium, Melbourne, Australië.
- 7 augustus (19:35): Nieuw-Zeeland 20-10 Australië , AMI Stadium, Christchurch, Nieuw-Zeeland.
- 22 augustus (15:00): Zuid-Afrika 22-29 Nieuw-Zeeland, FNB Stadium, Johannesburg, Zuid-Afrika.
- 28 augustus (15:00): Zuid-Afrika 44-31 Australië, Loftus Versfeld, Pretoria, Zuid-Afrika.
- 4 september (15:00):Zuid-Afrika 39-41 Australië, Vrystaat Stadion, Bloemfontein, Zuid-Afrika.
- 11 september (20:00):Australië 22-23 Nieuw-Zeeland, ANZ Stadium, Sydney, Australië.

### 2011
| Land          | Wedstrijden | Wedstrijden | Wedstrijden | Wedstrijden | Punten          | Punten                | Punten   | Bonus punten | Totaal punten |
| Land          | gespeeld    | gewonnen    | gelijk      | verloren    | gemaakte punten | tegen gekregen punten | verschil | Bonus punten | Totaal punten |
| ------------- | ----------- | ----------- | ----------- | ----------- | --------------- | --------------------- | -------- | ------------ | ------------- |
| Australië     | 4           | 3           | 0           | 1           | 92              | 79                    | +13      | 1            | 13            |
| Nieuw-Zeeland | 4           | 2           | 0           | 2           | 95              | 64                    | +31      | 2            | 10            |
| Zuid-Afrika   | 4           | 1           | 0           | 3           | 54              | 98                    | -44      | 1            | 05            |

| 23 juli     | ANZ Stadium, Sydney                        | Australië     | 39-20 | Zuid-Afrika   |
| 30 juli     | Westpac Stadium, Wellington                | Nieuw-Zeeland | 40-07 | Zuid-Afrika   |
| 06 augustus | Eden Park, Auckland                        | Nieuw-Zeeland | 30-14 | Australië     |
| 13 augustus | Kings Park Stadium, Durban                 | Zuid-Afrika   | 09-14 | Australië     |
| 20 augustus | Nelson Mandela Bay Stadium, Port Elizabeth | Zuid-Afrika   | 18-05 | Nieuw-Zeeland |
| 27 augustus | Suncorp Stadium, Brisbane                  | Australië     | 25-20 | Nieuw-Zeeland |

### 2012
| Land          | Wedstrijden | Wedstrijden | Wedstrijden | Wedstrijden | Punten          | Punten                | Punten   | Bonus punten | Totaal punten |
| Land          | gespeeld    | gewonnen    | gelijk      | verloren    | gemaakte punten | tegen gekregen punten | verschil | Bonus punten | Totaal punten |
| ------------- | ----------- | ----------- | ----------- | ----------- | --------------- | --------------------- | -------- | ------------ | ------------- |
| Nieuw-Zeeland | 6           | 6           | 0           | 0           | 177             | 066                   | +111     | 2            | 26            |
| Australië     | 6           | 3           | 0           | 3           | 101             | 137                   | -036     | 0            | 12            |
| Zuid-Afrika   | 6           | 2           | 1           | 3           | 120             | 109                   | +011     | 2            | 12            |
| Argentinië    | 6           | 0           | 1           | 5           | 080             | 166                   | -086     | 2            | 04            |

| 18 augustus  | ANZ Stadium, Sydney                  | Australië     | 19-27 | Nieuw-Zeeland |
| 18 augustus  | Newlandsstadion, Kaapstad            | Zuid-Afrika   | 27-06 | Argentinië    |
| 25 augustus  | Eden Park, Auckland                  | Nieuw-Zeeland | 22-0  | Australië     |
| 25 augustus  | Estadio Malvinas Argentinas, Mendoza | Argentinië    | 16-16 | Zuid-Afrika   |
| 08 september | Westpac Stadium, Wellington          | Nieuw-Zeeland | 21-04 | Argentinië    |
| 08 september | Patersons Stadium, Perth             | Australië     | 26-19 | Zuid-Afrika   |
| 15 september | Forsyth Barr Stadium, Dunedin        | Nieuw-Zeeland | 21-11 | Zuid-Afrika   |
| 15 september | Skilled Park, Gold Coast             | Australië     | 23-19 | Argentinië    |
| 29 september | Loftus Versfeldstadion, Pretoria     | Zuid-Afrika   | 31-08 | Australië     |
| 29 september | Estadio Ciudad, La Plata             | Argentinië    | 15-54 | Nieuw-Zeeland |
| 06 oktober   | FNB Stadium, Johannesburg            | Zuid-Afrika   | 16-32 | Nieuw-Zeeland |
| 06 oktober   | Estadio Gigante de Arroyito, Rosario | Argentinië    | 14-25 | Australië     |

### 2013
| Land          | Wedstrijden | Wedstrijden | Wedstrijden | Wedstrijden | Punten          | Punten                | Punten   | Bonus punten | Totaal punten |
| Land          | gespeeld    | gewonnen    | gelijk      | verloren    | gemaakte punten | tegen gekregen punten | verschil | Bonus punten | Totaal punten |
| ------------- | ----------- | ----------- | ----------- | ----------- | --------------- | --------------------- | -------- | ------------ | ------------- |
| Nieuw-Zeeland | 6           | 6           | 0           | 0           | 202             | 115                   | +087     | 4            | 28            |
| Zuid-Afrika   | 6           | 4           | 0           | 2           | 203             | 117                   | +086     | 3            | 19            |
| Australië     | 6           | 2           | 0           | 4           | 133             | 153                   | -020     | 1            | 09            |
| Argentinië    | 6           | 0           | 0           | 6           | 088             | 224                   | -136     | 2            | 02            |

| 17 augustus  | ANZ Stadium, Sydney                  | Australië     | 29-47 | Nieuw-Zeeland |
| 17 augustus  | FNB Stadium, Johannesburg            | Zuid-Afrika   | 73-13 | Argentinië    |
| 24 augustus  | Westpac Stadium, Wellington          | Nieuw-Zeeland | 27-16 | Australië     |
| 24 augustus  | Estadio Malvinas Argentinas, Mendoza | Argentinië    | 17-22 | Zuid-Afrika   |
| 07 september | Waikato Stadium, Hamilton            | Nieuw-Zeeland | 28-13 | Argentinië    |
| 07 september | Suncorp Stadium, Brisbane            | Australië     | 12-38 | Zuid-Afrika   |
| 14 september | Eden Park, Auckland                  | Nieuw-Zeeland | 29-15 | Zuid-Afrika   |
| 14 september | Subiaco Oval, Perth                  | Australië     | 14-13 | Argentinië    |
| 28 september | Newlandsstadion, Kaapstad            | Zuid-Afrika   | 28-08 | Australië     |
| 28 september | Estadio Ciudad, La Plata             | Argentinië    | 15-33 | Nieuw-Zeeland |
| 05 oktober   | Ellispark, Johannesburg              | Zuid-Afrika   | 27-38 | Nieuw-Zeeland |
| 05 oktober   | Estadio Gigante de Arroyito, Rosario | Argentinië    | 17-54 | Australië     |